# Robins de Richmond
Les Robins de Richmond sont une franchise professionnelle de hockey sur glace de la Ligue américaine de hockey qui a existé de 1971 à 1976.

## Histoire
Les Robins de Richmond ont été créés lors du déménagement des As de Québec à Richmond aux États-Unis.
En 1976, après cinq ans d'existence, les Robins furent dissous.

## Statistiques
| Saison    | PJ | V  | D  | N  | Pts | BP  | BC  | Classement Final | Séries éliminatoires |
| --------- | -- | -- | -- | -- | --- | --- | --- | ---------------- | -------------------- |
| 1971-1972 | 76 | 29 | 34 | 13 | 71  | 237 | 218 | 5e, West         | Non qualifiés        |
| 1972-1973 | 76 | 30 | 36 | 10 | 70  | 272 | 280 | 4e, West         | Éliminés au 1er tour |
| 1973-1974 | 76 | 22 | 40 | 14 | 58  | 248 | 320 | 4e, South        | Éliminés au 1er tour |
| 1974-1975 | 75 | 29 | 39 | 7  | 65  | 261 | 293 | 2e, South        | Éliminés au 1er tour |
| 1975-1976 | 76 | 29 | 39 | 8  | 66  | 262 | 297 | 2e, South        | Éliminés au 2e tour  |

## Entraîneurs
- Eddie Bush (1971-72)
- Larry Wilson (1972-76)